# Tlaxco (Hidalgo)
Tlaxco es una localidad de México, localizada en el municipio de Metztitlán en el estado de Hidalgo.

## Toponimia
Del náhuatl Tlach-co, juego de pelota.

## Geografía
Se encuentra en la región geográfica de la Sierra Baja; a la localidad le corresponden las coordenadas geográficas 20° 42’ 13.501” de latitud norte y 98° 48’ 37.324” de longitud oeste, con una altitud de 1660 m s. n. m. Cuenta con un clima seco semicálido.
En cuanto a fisiografía se encuentra en la provincia de la Sierra Madre Oriental, dentro de la subprovincia del Carso Huasteco; su terreno es de meseta. En lo que respecta a la hidrografía se encuentra posicionado en la región del Pánuco, dentro de la cuenca el río Moctezuma, y en la subcuenca del río Metztitlán.

## Demografía
En 2020 registró una población de 581 personas, lo que corresponde al 2.77 % de la población municipal. De los cuales 276 son hombres y 305 son mujeres.
| Gráfica de evolución demográfica de Tlaxco entre 1900 y 2020 |
|                                                              |
| Población registrada por los censos y conteos del INEGI.     |